# Vùng Øresund
Vùng Øresund (tiếng Đan Mạch: Øresundsregionen, tiếng Thụy Điển: Öresundsregionen) là vùng liên quốc gia lớn nhất khu vực Bắc Âu xuyên qua Eo biển Øresund.

## Địa lý và dân số
Vùng Øresund gồm có vùng Scania (Skåne) của Thụy Điển và các đảo Zealand, Amager, Lolland, Falster, Møn, Bornholm của Đan Mạch với diện tích tổng cộng 20.649 km2 (trong đó Đan Mạch 9.622 km2, Thụy Điển 11.027 km2). Các thành phố quan trọng là Copenhagen, Roskilde (Đan Mạch), Malmö, Lund, Helsingborg (Thụy Điển). Vùng này được nối liền với nhau bằng Cầu Øresund, khai trương ngày 2.7.2000
Vùng Øresund có 3.647.492 cư dân (1.7.2007), trong đó 2.445.000 người ở Đan Mạch và 1.169.000 người ở Thụy Điển, mật độ dân số là 176,6/km2.

## Việc đi lại giữa hai bên qua Eo biển Øresund
Theo thống kê tháng 1 năm 2007, mỗi ngày có khoảng 14.000 qua Cầu Øresund. Các người ở vùng Scania qua cầu để kiếm việc làm ở thị trường lao động Copenhagen với lương cao. Các người ở Copenhagen thì di chuyển nơi cư ngụ qua vùng Scania vì giá bất động sản ở đây rẻ hơn [1]. Từ tháng 6 năm 2000 đã có khoảng 22.500 người Đan Mạch chuyển sang cư ngụ bên Scania [2]. Ngoài việc làm ăn, người Thụy Điển cũng sang Copenhagen để học tập, mua sắm, du hí ban đêm và dùng Phi trường Copenhagen để đi nước ngoài vì phi trường Malmö ít tuyến bay quốc tế.

## Việc hợp tác trong vùng
Từ năm 1993, các chính trị gia cấp địa phương, cấp vùng và cấp quốc gia đã hợp tác trong một Diễn đàn chính trị vùng, gọi là Ủy ban Øresund (Øresund Committee), gồm 32 chính trị gia và 32 đại biểu. Mỗi chính phủ có 12 đại diện được bổ nhiệm trong ủy ban này. Ủy ban họp thường xuyên để thảo luận và đề xuất hướng giải quyết các khó khăn chung, với sự trợ giúp của một ban thư ký thường trực.
Từ năm 1997 đã thành lập một cơ quan hợp tác liên đại học gọi là Trường đại học Øresund (Øresundsuniversitetet), gồm 12 trường đại học, trong đó 8 trường của Đan Mạch, 4 trường của Thụy Điển, với khoảng 150.000 sinh viên, hơn 14.000 nhà nghiên cứu [3]. Ban thư ký đặt tại Trường đại học Lund (Thụy Điển) và Trường đại học Copenhagen (Đan Mạch). Mọi sinh viên và nghiên cứu sinh trong vùng đều có thể tới học hoặc nghiên cứu tại bất cứ trường đại học nào trong vùng.
Hiện nay vùng Øresund là trung tâm kỹ thuật tin học lớn nhất Bắc Âu. Năm 2003 có 104.734 người làm việc và 458 người nghiên cứu trong ngành này.

## Các vấn đề khó khăn
Vấn đề khó khăn thứ nhất là sự thiếu thống nhất tiền tệ. Cả Đan Mạch và Thụy Điển đều giữ đồng krone của mình. Vấn đề thứ hai là sự thiếu thống nhất trong các luật lệ về thuế, an sinh xã hội, hưu trí và trợ cấp thất nghiệp. Thỏa thuận về vấn đề thuế (năm 2005) quy định các người lao động phải nộp thuế tại nơi làm việc, nhưng lại có quyền hưởng các trợ cấp của kommune nơi cư trú. Người cư ngụ ở Scania sang làm việc ở Copenhagen, phải nộp thuế cho chính phủ Đan Mạch và đóng góp cho quỹ bảo hiểm thất nghiệp của Đan Mạch, nếu thất nghiệp thì lại không được hưởng trợ cấp từ quỹ bảo hiểm thất nghiệp của Đan Mạch, mà lãnh của quỹ bảo hiểm thất nghiệp Thụy Điển. Vấn đề thứ ba là người Đan Mạch cư ngụ tại vùng Scania (Thụy Điển) không được quyền ứng và bầu cử ở Đan Mạch [4]